# الخاوة (مسلسل مغربي)
الخاوة هو مسلسل مغربي من إخراج ادريس الروخ، وبطولة كل من عزيز الحطاب، كمال كاظمي، دنيا بوتازوت، ليلى الحديوي، محمد الخياري وغيرهم. عٌرض المسلسل يوميا طيلة شهر رمضان من سنة 2017.

## قصة المسلسل
تدور أحداث الفيلم بمدينة آسفي، حيث يعيش هناك السيد المدعو المصطفى (كمال كاظمي) رفقة زوجته سكينة (سكينة درابيل) وشقيقه أمير (عزيز الحطاب) المتزوج من سناء (ليلى الحديوي بالإضافة إلى الخادمة الطام (دنيا بوتازوت) التي تكن حبا خفيا للمصطفى لكنها لا تستطيع مصارحته بذلك كونه متزوجا، في حين أن أمير يعاني مع زوجته بسبب إصرافها الكبير وعدم تعودها على عيش حياة كهذه، في الجانب الآخر هناك الشاب سمير (رشيد رفيق) ابن السيد مصطفى من زوجته الأولى، والذي يعشق الفن والغناء لكنه يلقى معارضة شديدة من والده، الذي يريده أن يشتغل في محله لبيع الفخار.
تدور أحداث المسلسل في قالب درامي حيث يتم التطرق للعديد من القضايا الاجتماعية على غرار مسألة زواج الطام بشاب أحيانا أصغر منها أو أكبر منها سنا كذلك.

## الشخصيات الرئيسية

### أبطال السيت كوم
- كمال كاظمي في دور المصطفى
- سكينة درابيل في دور سكينة زوجة المصطفى
- عزيز الحطاب في دور أمير أخ المصطفى
- سعاد حسن في دور الحاجة أم المصطفى وأمير
- ليلى الحديوي في دور سناء زوجة أمير
- دنيا بوتازوت في دور الطام الخادمة
- بديعة الصنهاجي في دور إيناس العبدي ابنة الجيلالي
- رشيد رفيق في دور سمير ابن المصطفى من زوجته الأولى
- محمد الخياري في دور الجيلالي العامل بمحل الفخار
- محمد الغاما في دور  هيثم
- مهى البخاري في دورلمياء ابنة سناء وأمير

### ضيوف شرف
- الفنانة القديرة زهور السليماني.
- الفنان القدير سعدالله فؤاد.

## انطباعات حول المسلسل
لاقى المسلسل استحسان الجمهور المغربي والنقاد وخصوصا دور سكينة بكلامها وتصرفاتها لكن سكان مدينة أسفي حيث صور المسلسل أبدوا إعجابا بسبب إظهار المدينة للسياح وعدم الرضا عن المسلسل بسبب عدم إتقان اللهجة المسفيوية (لهجة مدينة أسفي ) وحصر مدينة أسفي في العيطة والفخار.